# John Brown (Politiker, vor 1808)
John Brown (* vor 1808; † 13. Dezember 1815 in Centreville, Maryland) war ein US-amerikanischer Politiker. In den Jahren 1809 und 1810 vertrat er den Bundesstaat Maryland im US-Repräsentantenhaus.

## Werdegang
Über Kindheit und Schulausbildung von John Brown ist nichts überliefert, ebenso wenig über seine berufliche Entwicklung jenseits der Politik. Er schloss sich der von Thomas Jefferson gegründeten Demokratisch-Republikanischen Partei an und wurde bei den Kongresswahlen des Jahres 1808 als deren Kandidat für den siebten Wahlbezirk von Maryland in das US-Repräsentantenhaus in Washington, D.C. gewählt, wo er am 4. März 1809 die Nachfolge von Edward Lloyd antrat. Er wurde im Jahr 1810 bestätigt, trat aber noch vor Beginn der neuen Legislaturperiode von seinem Mandat zurück, um eine Verwaltungsstelle am Bezirksgericht im Queen Anne’s County zu übernehmen. Diese Position bekleidete er bis zu seinem Tod am 13. Dezember 1815 in Centreville.